# Der Zufrühkommer
Der Zufrühkommer (Originaltitel Premature) ist ein US-amerikanischer Spielfilm des Regisseurs Dan Beers, der gemeinsam mit Mathew Harawitz das Drehbuch schrieb.

## Handlung
Der Teenager Rob geht auf die High-School. Der für ihn wichtige Tag, an dem er ein Bewerbungsgespräch hat, um am Georgetown-College angenommen zu werden, beginnt katastrophal. Als er gerade aus einem feuchten Traum erwacht, kommt seine Mutter in sein Zimmer, die ihn, peinlich berührt, bittet das Bettlaken in die Wäsche zu tun. In der Schule spritzt ihm ein anderer Schüler mit einer Wasserpistole Urin auf seine Anzughose, so dass er in einer Sporthose zum Vorstellungsgespräch gehen muss, das damit endet, dass der Collegeanwerber Jack Roth in Tränen ausbricht, weil seine Frau kürzlich verstorben ist.
Als Robs Mitschülerin Angela ihm zu verstehen gibt, dass sie mit ihm schlafen möchte, sagt er Gabrielle, mit der er seit Kindertagen befreundet ist und mit der er eigentlich am Abend einen Buchstabierwettbewerb im Fernsehen anschauen wollte, ab. Er besucht Angela, die beiden küssen sich, und in dem Moment als Angela ihre Hand in Robs Hose steckt, bekommt er einen Samenerguss und wacht wieder in seinem Zimmer auf, genau in dem Moment als seine Mutter hereinkommt. Der Tag beginnt von Neuem.
Zunächst glaubt Rob, dass er alles nur geträumt hat, aber nachdem er denselben Tag mehrfach erlebt hat, immer mit dem Ende, dass nach einem Samenerguss in seinem Zimmer aufwacht, begreift er, dass es kein Traum ist. Rob beginnt daraufhin, den Tag anders zu gestalten. Er fährt mit einem Golfmobil durch die Schule, kifft mit Gabrielle im Schulbus, greift einer Lehrerin an die Brüste, schlägt die Wasserpistole kaputt, aber nichts davon führt dazu, dass er aus der Zeitschleife entkommt.
Dann erkennt Rob, dass er in Gabrielle verliebt ist. Er geht zu ihr statt sich mit Angela zu treffen und gesteht ihr seine Gefühle. Gabrielle erwidert diese, und die beiden wollen miteinander schlafen. Wieder hat Rob einen vorzeitigen Samenerguss, aber dieses Mal erwacht er nicht in seinem Zimmer, sondern ist weiterhin mit Gabrielle zusammen. Er hat die Zeitschleife durchbrochen.

## Hintergrund
Der Zufrühkommer wurde in Georgia gedreht. Die Uraufführung fand am 7. März 2014 auf dem South by Southwest Film Festival statt. In den Vereinigten Staaten kam der Film am 2. Juli 2014 in die Kinos, in Deutschland erschien er am 7. November 2014 auf Blu-ray und DVD.

## Besetzung und Synchronisation
Der Zufrühkommer wurde von der Taurus Media Synchron GmbH synchronisiert. Die Dialogregie führte Maren Rainer, die auch das Dialogbuch schrieb.
| Darsteller     | Deutscher Sprecher | Rolle           |
| -------------- | ------------------ | --------------- |
| John Karna     | Patrick Roche      | Rob Crabbe      |
| Katie Findlay  |                    | Gabrielle       |
| Craig Roberts  | Tim Schwarzmaier   | Stanley         |
| Alan Tudyk     | Philipp Brammer    | Jack Roth       |
| Carlson Young  | Jacqueline Belle   | Angela Yearwood |
| Steve Coulter  | Claus Brockmeyer   | Jim Crabbe      |
| Katie Kneeland | Susanne von Medvey | Anne Crabbe     |
| Adam Riegler   | Karim El Kammouchi | Arthur          |

## Rezeption
„Zotige High-School-Variante von ‚Und täglich grüßt das Murmeltier‘, die weder das erzählerische Niveau noch die intelligenten Pointen des Vorbilds erreicht.“